# International Journal of Computer Vision

International Journal of Computer Vision (IJCV) est un journal scientifique spécialisé dans le domaine de la vision par ordinateur.
Le journal est l'un des meilleurs du domaine, avec un très fort facteur d'impact (3,508 en 2009), se classant parmi les premiers journaux en informatique et intelligence artificielle.